# Onthophagus pseudojaponicus
Onthophagus pseudojaponicus es una especie de insecto del género Onthophagus, familia Scarabaeidae, orden Coleoptera.

Fue descrita científicamente por Balthasar en 1941.